# Odette de Champdivers
Odette de Champdivers, también conocida como Oudine u Odinette (18 de diciembre de 1390-hacia 1425), fue la amante de Carlos VI de Francia.

## Familia
De acuerdo con Pierre de Guibours, Odette fue hija de Odin u Oudin de Champdivers, quien alrededor de 1387 era mariscal en la corte de Carlos VI. Uno de sus hermanos fue Henri de Champdivers, quien contrajo matrimonio con Jeanne de Toulongeon, viuda de Tristan de Montholon (comandante de caballería de los duques de Brabante y de Borgoña el 25 de octubre de 1415 en la batalla de Agincourt, donde murió en combate). Otro de sus hermanos, Guyot de Champdivers, figura en los registros reales del mes de septiembre de 1391 como escudero al servicio en el palacio de la reina Isabel de Baviera, constando en los registros de 1407 como escudero del duque de Borgoña.

## Amante real

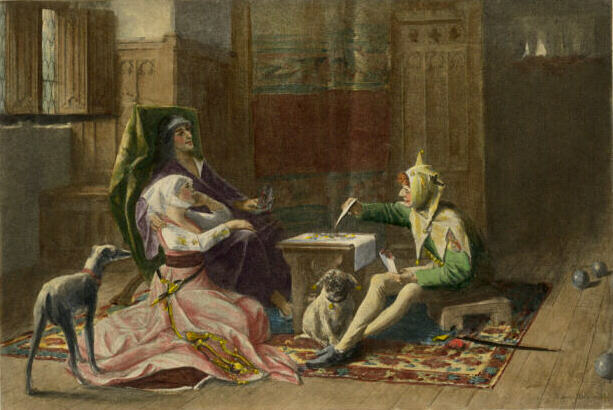
Retrato de Carlos VI y Odette, por Albrecht de Vriendt.

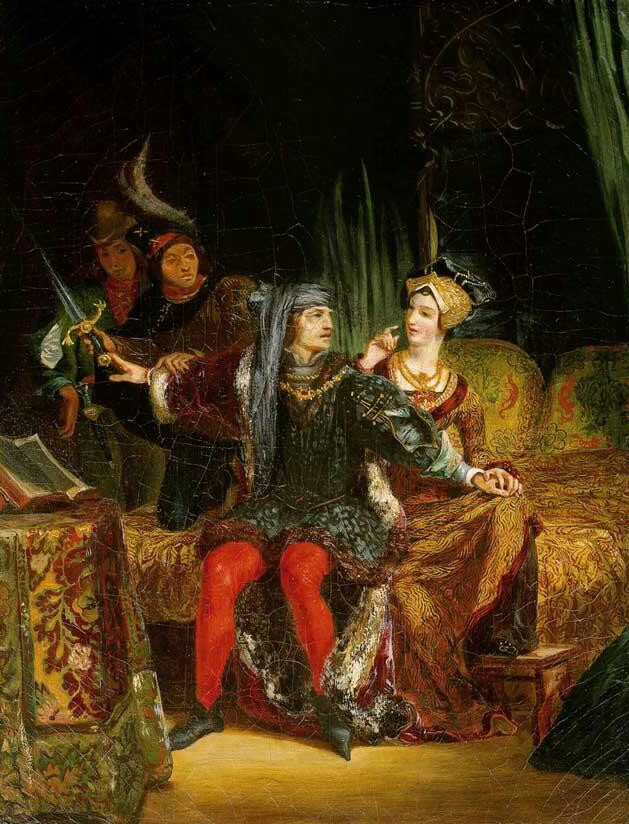
Retrato de Carlos VI y Odette, por Eugène Delacroix (hacia 1825).

A pesar de que su familia era borgoñona (partidaria del duque de Borgoña), Odette se convirtió en 1407 en la amante del rey Carlos VI tras la muerte de su hermano Luis de Valois, duque de Orléans, enemigo del duque de Borgoña.
La reina Isabel, víctima de abusos y agresiones físicas por parte de su esposo, quien era llamado "el Loco", permitió que Odette la sustituyese sin dificultad. Según algunos testimonios, la propia reina llevó a cabo los arreglos pertinentes para que Odette ocupase su lugar en el lecho real, si bien también se afirma que fue Carlos I de Valois quien ofreció a Odette al rey con el fin de asegurar la influencia del partido borgoñón. Odette y Carlos VI tuvieron una hija, Margarita, nacida a finales de 1407.
Llamada "la petite reine" ("la pequeña reina") por la corte de Carlos VI, Odette fue descrita como alegre, hermosa y gentil, sintiendo verdadero amor por el monarca, a quien cuidó con devoción, y siendo probablemente quien introdujo los juegos de cartas en Francia «para el divertimento de (Carlos VI) durante sus paroxismos de locura». Según algunos autores, Odette lucía todas las noches la ropa de la reina en el lecho real con el fin de que el rey no advirtiese la usurpación. Durante los casi quince años que duró su relación, Carlos VI entregó a Odette valiosos presentes así como dos mansiones en Créteil y Bagnolet (esta última ubicada probablemente en Malassis) y la propiedad de Belleville en Poitou. 
Odette estuvo presente junto al lecho del rey cuando este expiró el 21 de octubre de 1422, afirmándose que las últimas palabras del monarca fueron: "Odette, Odette". Por su parte, la reina no hizo acto de presencia en el funeral de su marido.

## Vida posterior
En 1423, la pensión otorgada a ella por parte de Carlos VI dejó de ser pagada como consecuencia de que el tesoro real quedase a cargo de los ingleses tras la muerte del rey, lo que ocasionó que Odette y su hija quedasen en la pobreza, buscando refugio en Saint-Jean-de-Losne, donde obtuvieron la protección de Felipe III, duque de Borgoña, quien las ayudó económicamente los meses de octubre y diciembre de ese año.
En abril de 1424, Odette residía en el hotel de La Croix de Fer, en Dijon. Por aquel entonces Étienne Chariot, monje en el convento de Beuvray-lès-Autun, visitó Dijon. Odette envió a su escudero desde Saint-Jean-de-Losne con un mensaje para el monje, quien la visitó y habló con ella. Étienne, quien era un enviado del delfín Carlos, tenía órdenes de espiar los movimientos de Felipe III. A través del monje, Odette advirtió al delfín acerca de la inminente masacre en Lyon por los borgoñones y los ingleses. Tan pronto tuvo conocimiento de este plan, Carlos envió instrucciones al senescal en Lyon con el fin de evitar el ataque. Poco después, Étienne recibió órdenes de llevar a Odette a Châlons durante Semana Santa, probablemente por su propia seguridad. No obstante, el monje fue capturado por los borgoñones y obligado a hablar, tras lo cual Odette y su hija fueron llamadas a la corte, donde la antigua amante real fue interrogada a petición del canciller Rolin en presencia del Consejo Superior del duque de Borgoña, defendiéndose ella misma y a su hija con gran determinación.
No existen datos sobre Odette en los registros después del 6 de septiembre de 1424. Murió, probablemente sumida en la pobreza, en 1425 en el Delfinado.